# 柏警察署
柏警察署（かしわけいさつしょ）は、千葉県警察が管轄する警察署の一。大規模警察署であり、署長は警視正。第3方面の代表警察署。管内には、交通機動隊第三交通機動班、警備部第三機動隊、警察庁科学警察研究所が存在する。
取扱事件数は県内の警察署で最多の2010件（平成24年5月末暫定値）で、署員数は約310名。

## 所在地
- 千葉県柏市松ヶ崎722番地1

## 管轄区域
- 柏市

## 庁舎概要
柏警察署庁舎
- 竣工年 : 1997年
- 延床面積 : 4,188m²
- 構造/規模 : RC造、地上5階

柏警察署車庫A
- 竣工年 : 1997年
- 延床面積 : 639m²
- 構造/規模 : RC造、地上2階

柏警察署車庫B
- 竣工年 : 1997年
- 延床面積 : 509m²
- 構造/規模 : RC造、地上2階

## 沿革
- 1951年（昭和26年）10月1日：国家地方警察東葛地区警察署を分割する形で国家地方警察千葉県柏地区警察署開署
- 1954年（昭和29年）
  - 7月1日：千葉県警察発足により国家地方警察千葉県柏地区警察署は千葉県柏警察署となる。
  - 9月1日：千葉県東葛警察署に改称。
  - 11月1日：千葉県柏警察署に改称。
- 1984年（昭和59年）：本署から我孫子警察署が分離独立
- 1986年（昭和61年）：本署から流山警察署が分離独立
- 1997年（平成9年）：現在地に移転（これ以前は、呼塚交差点付近に建っていた。現在は門扉の一部のみ残っている）

## 交番
- 旭町交番（柏市旭町3-2-2）
- 大津ヶ丘交番（柏市大津ヶ丘2-27-1）
- 柏駅前交番（柏市柏1-1-22）
- 北柏駅前交番（柏市北柏1-17）
- 新柏交番（柏市新柏1-16-16）
- 高田原交番（柏市十余二175-44）
- 柏の葉キャンパス交番（柏市若柴164番地3 中央153街区7）
- 高柳交番（柏市高柳1482-1）
- 豊四季駅前交番（柏市豊四季159-3）
- 花野井交番（柏市花野井765-139）
- 光ヶ丘交番（柏市光ヶ丘団地1768-5）
- 増尾駅前交番（柏市加賀3-24-12）
- 松葉町交番（柏市松葉町4-1-4）
- 緑ヶ丘交番（柏市千代田2-13-19）
- 南柏駅前交番（柏市南柏1-1-2）
- 南増尾交番（柏市南増尾1-25-39）

## 駐在所
- 泉駐在所（柏市泉301-1）
- 手賀駐在所（柏市手賀1418-1）
- 富勢駐在所（柏市布施679-1）
- 藤ヶ谷駐在所（柏市藤ヶ谷544-9）
- 船戸駐在所（柏市船戸2071-5）